# Ө
Ө, ө は、キリル文字のひとつ。モンゴル語、カザフ語、キルギス語、トゥバ語、トルクメン語、アゼルバイジャン語、サハ語、ウィルタ語、ブリヤート語、アルタイ語で母音字として使われる。ギリシア文字のΘ（シータ）に由来する、子音字のѲ（フィタ）は別字である。

## 呼称
- モンゴル語: Ө（カナでは表せないので音素の項を参照）
- カザフ語：
- キルギス語：「ウ」喉の奥で発音
- トルクメン語：
- アゼルバイジャン語：
- サハ語：
- ウィルタ語：

## 音素
- モンゴル語では円唇中舌半狭母音 /ɵ/(IPA) = /8/(X-SAMPA) を表す。
- カザフ語、キルギス語、トルクメン語、サハ語では円唇前舌狭半母音 [ø] = [2] を表す。
- アゼルバイジャン語では非円唇中舌半広母音 [ɜ] = [3] を表す。

## アルファベット上の位置
モンゴル語の第17字母、カザフ語の第21(19)字母、キルギス語の第18字母、トルクメン語の第19字母、アゼルバイジャン語の第20字母、サハ語の第21字母である。

## Өに関わる諸事項
- モンゴル語では女性母音。この母音の軟化した長音を表すには「еө」を用いる。
- アゼルバイジャン語で、相当するラテン文字はö.
- Windows XPまでのWindowsに搭載されたMS ゴシックおよびMS 明朝ではこの字のグリフが誤って「Ѳ」のものになっている。